# Tir als Jocs Olímpics d'estiu de 1908 - Carrabina, blanc fix
La competició de carrabina, blanc fix va ser una de les quinze proves de programa de Tir dels Jocs Olímpics de Londres de 1908. Es disputà l'11 de juliol de 1908 i hi van prendre part 19 tiradors procedents de 5 nacions diferents.
Cada tirador disparava 80 trets, la meitat a 50 iardes i la meitat a 100 iardes. La màxima puntuació per cada tret era de cinc punts, amb una puntuació màxima total possible de 400 punts.
Es va permetre disputar la prova a un màxima de dotze competidors per nació. A causa del retard en l'arribada de la inscripció de Barnes, l'equip britànic va registrar Philip Plater com a substitut. A darrera hora arribà la inscripció de Barnes i el Regne Unit inicià la competició amb 13 participants. La confusió continuà el dia de la prova, amb la presència de 13 britànics competint. Plater, que havia anotat 391 punts, amb els quals establia un rècord mundial, fou descartat per no estar correctament inscrit.

## Medallistes
| Or                   | Plata              | Bronze              |
| Arthur Carnell (GBR) | Harold Humby (GBR) | George Barnes (GBR) |

## Resultats
| Pos. | Tirador                      | Puntuació | Puntuació | Puntuació |
| Pos. | Tirador                      | 50 yd     | 100 yd    | Total     |
| ---- | ---------------------------- | --------- | --------- | --------- |
| 1    | Arthur Carnell (GBR)         | 192       | 195       | 387       |
| 2    | Harold Humby (GBR)           | 197       | 189       | 386       |
| 3    | George Barnes (GBR)          | 189       | 196       | 385       |
| 4    | Maurice Matthews (GBR)       | 195       | 189       | 384       |
| 5    | Edward Amoore (GBR)          | 194       | 189       | 383       |
| 6    | William Pimm (GBR)           | 192       | 187       | 379       |
| 7    | Albert Taylor (GBR)          | 189       | 187       | 376       |
| 8    | Harold Hawkins (GBR)         | 185       | 189       | 374       |
| 9    | Jack Warner (GBR)            | 191       | 182       | 373       |
| 10   | Vilhelm Carlberg (SWE)       | 184       | 186       | 370       |
| 10   | Arthur Wilde (GBR)           | 194       | 176       | 370       |
| 12   | James Milne (GBR)            | 182       | 186       | 368       |
| 13   | André Mercier (FRA)          | 178       | 188       | 366       |
| 14   | William Milne (GBR)          | 183       | 180       | 363       |
| 15   | Georgios Orphanidis (GRE)    | 180       | 177       | 357       |
| 16   | William Hill (ANZ)           | 183       | 171       | 354       |
| 17   | Léon Tétart (FRA)            | 176       | 174       | 350       |
| 18   | Johan Hübner von Holst (SWE) | 172       | 177       | 349       |
| 19   | Henri Bonnefoy (FRA)         | 147       | 157       | 304       |
| -    | Philip Plater (GBR)          | 195       | 196       | 391       |